# Ziad El-Sisi
Ziad El-Sisi (ar. زياد السيسي; ur. 15 grudnia 1994 w Aleksandrii) – egipski szablista, brązowy medalista mistrzostw świata.
Podczas mistrzostw świata w Mediolanie w 2023 roku wywalczył brązowy medal w turnieju indywidualnym. Wyprzedzili go tylko Eli Dershwitz z USA i Gruzin Sandro Bazadze. Był też między innymi szósty drużynowo na mistrzostwach świata w Kairze w 2022 roku.
Wystartował na igrzyskach olimpijskich w Tokio, gdzie był piąty drużynowo, a indywidualnie zajął czternaste miejsce. W 2024 roku wystąpił na Letnich Igrzyskach Olimpijskich w Paryżu, gdzie w rywalizacji indywidualnej po porażce z Luigi Samele zajął czwarte miejsce.
Zdobył również brązowy medal w turnieju indywidualnym i złoty w drużynowym na igrzyskach afrykańskich w Brazzaville w 2015 roku.